# فرودگاه بنگولا
فرودگاه بنگولا (به انگلیسی: Benguela Airport) (به زبان بومی: Aeroporto de Benguela) یک فرودگاه همگانی با کد یاتا BUG است که یک باند فرود آسفالت دارد و طول باند آن ۱۶۲۰ متر است. این فرودگاه در کشور آنگولا قرار دارد و در ارتفاع ۳۶ متری از سطح دریا واقع شده‌است.